# Lijst van voetbalinterlands Haïti - Peru
Deze lijst van voetbalinterlands is een overzicht van alle officiële voetbalwedstrijden tussen de nationale teams van Haïti en Peru. De landen speelden tot op heden vijf keer tegen elkaar. De eerste ontmoeting, een vriendschappelijke wedstrijd, werd gespeeld in Port-au-Prince op 26 mei 1977. Het laatste duel, een groepswedstrijd tijdens de Copa América Centenario, vond plaats op 4 juni 2016 in Seattle (Verenigde Staten).

## Wedstrijden
| № | Plaats         | Datum            | Competitie              | Wedstrijd    | Uitslag |
| - | -------------- | ---------------- | ----------------------- | ------------ | ------- |
| 1 | Port-au-Prince | 26 mei 1977      | Vriendschappelijk       | Haïti – Peru | 1 – 2   |
| 2 | Port-au-Prince | 29 mei 1977      | Vriendschappelijk       | Haïti – Peru | 2 – 2   |
| 3 | Miami          | 14 februari 2000 | CONCACAF Gold Cup 2000  | Haïti – Peru | 1 – 1   |
| 4 | Lima           | 23 februari 2003 | Vriendschappelijk       | Peru – Haïti | 5 – 1   |
| 5 | Seattle        | 4 juni 2016      | Copa América Centenario | Haïti – Peru | 0 – 1   |

## Samenvatting
| Competitie        | Totaal gespeeld | Winst Haïti | Gelijk | Winst Peru | Doelsaldo Haïti – Peru |
| ----------------- | --------------- | ----------- | ------ | ---------- | ---------------------- |
| Copa América      | 1               | 0           | 0      | 1          | 0 − 1                  |
| CONCACAF Gold Cup | 1               | 0           | 1      | 0          | 1 − 1                  |
| Vriendschappelijk | 3               | 0           | 1      | 2          | 4 − 9                  |
| Totaal            | 5               | 0           | 2      | 3          | 5 − 11                 |

## Details

### Derde ontmoeting
| CONCACAF Gold Cup 2000 (Miami, Verenigde Staten, 14 februari 2000): |              | |
| Haïti | 1 – 1        | Peru |
| Sebastien Vorbe 61' | goals        | 69' Ysrael Zúñiga |
| Emmanuel Sanon | bondscoach   | Francisco Maturana |
| Geteau Ferdinand Gilbert Jean Baptiste Eddy Cesar Sebastien Vorbe Golman Pierre Chrismonor Thelusma Pierre Richard Bruny Wilfrid Montilas Ernst Atis 83' Carlo Marcelin Jean Roland Dartiguenave | opstellingen | Oscar Ibáñez Juan Reynoso 65' Marcial Salazar César Rebosio 86' Nolberto Solano Juan Jayo Roberto Palacios Roberto Holsen Jorge Soto 46' Waldir Saenz José Del Solar |
| Jean Rebert Menelas 83' | wissels      | 46' Abel Lobatón 65' Ysrael Zúñiga 86' Jorge Huamán |
| | gele kaarten | 45' Juan Jayo |

### Vierde ontmoeting
| Vriendschappelijk (Lima, Peru, 23 februari 2003):                                          |       |                         |
| Peru                                                                                       | 5 – 1 | Haïti                   |
| José Soto 13' (pen.) Antonio Serrano 19' Jorge Soto 26' José Soto 83' Jefferson Farfán 84' | goals | 50' Jean-Robert Menelas |
| - Debuut van Jefferson Farfán voor Peru.                                                   |       |                         |

### Vijfde ontmoeting
| Copa América Centenario (Seattle, Verenigde Staten, 4 juni 2016): |       |                    |
| Haïti                                                             | 0 – 1 | Peru               |
|                                                                   | goals | 61' Paolo Guerrero |

FHF · A-internationals · Selecties · Bondscoaches · Haïtiaans vrouwenelftal ·  Haïti U21 · Haïti U20 · Haïti U19 · Haïti U18 · Haïti U17
1925 ·
1926 ·
1927–1931 · 
1932 ·
1933 · 
1934 ·
1935–1937 · 
1938 ·
1939 ·
1940–1943 · 
1944 ·
1945–1947 · 
1948 ·
1949 ·
1950 ·
1951 ·
1952 ·
1953 ·
1954 ·
1955 · 
1956 ·
1957 ·
1958 ·
1959 ·
1960 · 
1961 ·
1962 ·
1963 ·
1964 ·
1965 ·
1966 ·
1967 ·
1968 ·
1969 ·
1970 · 
1971 ·
1972 ·
1973 ·
1974 ·
1975 ·
1976 ·
1977 ·
1978 ·
1979 ·
1980 ·
1981 ·
1982 · 
1983 ·
1984 ·
1985 ·
1986–1988 · 
1989 ·
1990 · 
1991 ·
1992 ·
1993 · 
1994 ·
1995 · 
1996 ·
1997 ·
1998 ·
1999 ·
2000 ·
2001 ·
2002 ·
2003 ·
2004 ·
2005 ·
2006 ·
2007 ·
2008 ·
2009 ·
2010 ·
2011 ·
2012 ·
2013 ·
2014 ·
2015 ·
2016 ·
2017 ·
2018 ·
2019 ·
2020 ·
2021 ·
2022 ·
2023 ·
2024
Amerikaanse Maagdeneilanden ·
Antigua en Barbuda ·
Argentinië ·
Aruba ·
Bahama's ·
Bahrein ·
Barbados ·
Belize ·
Bermuda ·
Bolivia ·
Brazilië ·
Britse Maagdeneilanden ·
Canada ·
Chili ·
China ·
Colombia ·
Costa Rica ·
Cuba ·
Curaçao ·
Dominica ·
Dominicaanse Republiek ·
Ecuador ·
El Salvador ·
Grenada ·
Guatemala ·
Guyana ·
Honduras ·
Italië ·
Jamaica ·
Japan ·
Jordanië ·
Kaaimaneilanden ·
Kosovo ·
Mexico ·
Montserrat ·
Nederlandse Antillen ·
Nicaragua ·
Oman ·
Panama ·
Peru ·
Polen ·
Puerto Rico ·
Qatar ·
Saint Kitts en Nevis ·
Saint Lucia ·
Saint Vincent en de Grenadines ·
Spanje ·
Suriname ·
Syrië ·
Trinidad en Tobago ·
Turks- en Caicoseilanden ·
Uruguay ·
Venezuela ·
Verenigde Arabische Emiraten ·
Verenigde Staten ·
Zuid-Korea
FPF · A-internationals · Selecties · Bondscoaches · Statistieken · Peruviaans vrouwenelftal · Olympisch elftal · Peru U21 · Peru U20 · Peru U19 · Peru U18 · Peru U17
1920 – 1929 ·
1930 – 1939 ·
1940 – 1949 ·
1950 – 1959 ·
1960 – 1969 ·
1970 – 1979 ·
1980 – 1989 ·
1990 – 1999 ·
2000 – 2009 ·
2010 – 2019 ·
2020 – 2029
WK 1930 · 
WK 1970 · 
WK 1978 · 
WK 1982 · 
WK 2018
OS 1936 · 
OS 1960
1927 · 
1928 · 
1929 · 
1930 · 
1931 · 1932 · 1933 · 1934 · 
1935 · 
1936 · 
1937 · 
1938 · 
1939 · 
1940 · 
1941 · 
1942 · 
1943 · 1944 · 1945 · 1946 · 
1947 · 
1948 · 
1949 · 
1950 · 1951 · 
1952 · 
1953 · 
1954 · 
1955 · 
1956 · 
1957 · 
1958 · 
1959 · 
1960 · 
1961 · 
1962 · 
1963 · 
1964 · 
1965 · 
1966 · 
1967 · 
1968 · 
1969 · 
1970 · 
1971 · 
1972 · 
1973 · 
1974 · 
1975 · 
1976 · 
1977 · 
1978 · 
1979 · 
1980 · 
1981 · 
1982 · 
1983 · 
1984 · 
1985 · 
1986 · 
1987 · 
1988 · 
1989 · 
1990 · 
1991 · 
1992 · 
1993 · 
1994 · 
1995 · 
1996 · 
1997 · 
1998 · 
1999 · 
2000 · 
2001 · 
2002 · 
2003 · 
2004 · 
2005 · 
2006 · 
2007 · 
2008 · 
2009 · 
2010 · 
2012 · 
2012 · 
2013 · 
2014 · 
2015 · 
2016 · 
2017 · 
2018 · 
2019 · 
2020 · 
2021 ·
2022 ·
2023 ·
2024
Algerije ·
Argentinië ·
Armenië ·
Australië ·
België ·
Bolivia ·
Brazilië ·
Bulgarije ·
Canada ·
Chili ·
China ·
Colombia ·
Costa Rica ·
Denemarken ·
Dominicaanse Republiek ·
Duitsland ·
Ecuador ·
El Salvador ·
Engeland ·
Finland ·
Frankrijk ·
Guatemala ·
Haïti ·
Honduras ·
Hongarije ·
IJsland · 
India ·
Irak ·
Iran ·
Italië ·
Jamaica ·
Japan ·
Joegoslavië ·
Kameroen ·
Kroatië ·
Marokko ·
Mexico ·
Nederland ·
Nicaragua ·
Nieuw-Zeeland ·
Nigeria ·
Oostenrijk ·
Panama ·
Paraguay ·
Polen ·
Qatar ·
Roemenië ·
Saoedi-Arabië ·
Schotland ·
Slowakije ·
Sovjet-Unie ·
Spanje ·
Trinidad en Tobago ·
Tsjechië ·
Tunesië ·
Uruguay ·
Venezuela ·
Verenigde Arabische Emiraten ·
Verenigde Staten ·
Wit-Rusland ·
Zuid-Korea ·
Zweden ·
Zwitserland
Australië (2018) ·
Denemarken (2018) ·
Frankrijk (2018) ·
Italië (1982) · 
Kameroen (1982) · 
Polen (1982)